# Arbeitsgericht Eisenach

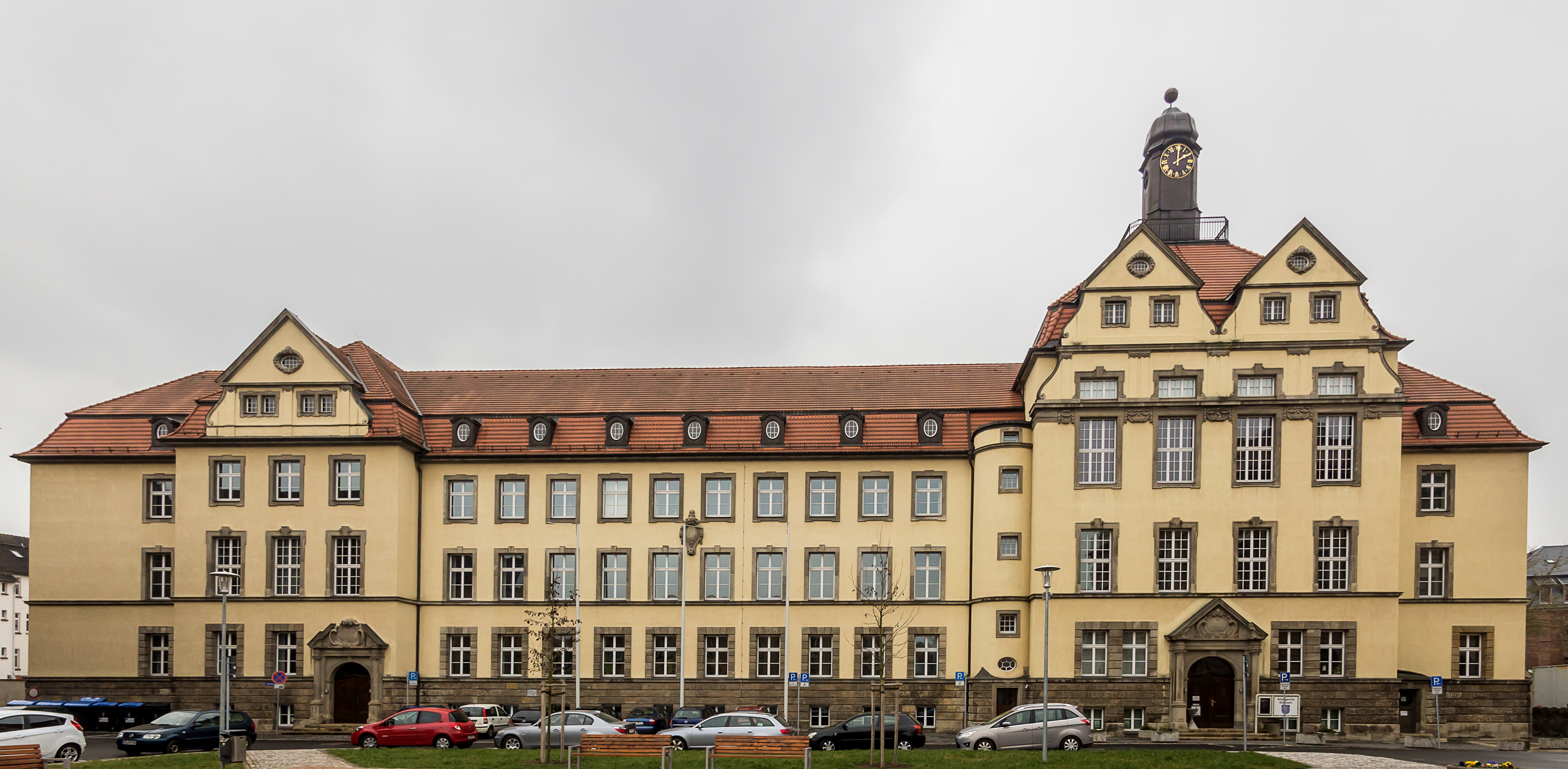
Justizgebäude am Theaterplatz 5

Das Arbeitsgericht Eisenach gehörte bis zu seiner Auflösung Ende 2013 zu den zuletzt sechs erstinstanzlichen Arbeitsgerichten des Freistaats Thüringen.

## Gerichtssitz und -bezirk
Das im Jahr 1993 neu begründete Gericht hatte seinen Sitz im Justizgebäude am Theaterplatz 5 in Eisenach und war örtlich zuständig für Rechtsstreitigkeiten aus der kreisfreien Stadt Eisenach, dem Wartburgkreis und dem Landkreis Gotha. Durch das Thüringer Haushaltsbegleitgesetz 2012 ist das Arbeitsgericht Eisenach mit Wirkung 1. Januar 2014 aufgelöst worden. Die örtliche Zuständigkeit für die kreisfreie Stadt Eisenach und den Wartburgkreis ist nun dem Arbeitsgericht Suhl zugewiesen, das auf der Grundlage der Thüringer Verordnung über die Abhaltung von Gerichtstagen des Arbeitsgerichts Suhl vom 20. November 2013 am bisherigen Gerichtssitz im Gebäude des Amtsgerichts Eisenach Gerichtstage durchführt und eine Rechtsantragstelle zur Unterstützung der Bürger bei der Klageeinreichung unterhält. Für Rechtsstreitigkeiten aus dem Landkreis Gotha ist ab dem 1. Januar 2014 das Arbeitsgericht Erfurt zuständig.

## Geschichte
Gemäß Arbeitsgerichtsgesetz vom 23. Dezember 1926 wurden in Deutschland Arbeitsgerichte gebildet. Für Thüringen entstand so 1927 das Landesarbeitsgericht Jena. In Eisenach entstand das Arbeitsgericht Eisenach. Sein Sprengel umfasste den Bezirke der Amtsgerichte Eisenach, Geisa, Gerstungen, Kaltennordheim, Stadtlengsfeld, Thal-Heiligenstein und Vacha. Es bestand jeweils eine Kammer für Arbeiter, für Angestellte und für Handwerk.
Nach der Besetzung Deutschlands durch die Alliierten wurden 1945 zunächst alle Gerichte geschlossen. Die ordentlichen Gerichte wurden schon bald wieder eröffnet, während die Arbeitsgerichte zunächst außer in Hamburg nicht wieder eingerichtet wurden, so dass arbeitsgerichtliche Streitigkeiten von den ordentlichen Gerichten erledigt werden mussten. Gemäß Kontrollratsgesetz 21 sollten in Deutschland Arbeitsgerichte aufgebaut werden. So wurde in Eisenach wurde das Arbeitsgericht neu gebildet. In der DDR bestanden 1952 bis 1963 Arbeitsgerichte auf Kreis- und Bezirksebene. Nachdem diese 1963 in die Kreis- und Bezirksgerichte integriert worden waren, gab es keine gesonderten Arbeitsgerichte mehr.
Nach der Wende entstand das Arbeitsgericht Eisenach 1993 neu und wurde Ende 2013 aufgelöst.